# Cuina vitroceràmica

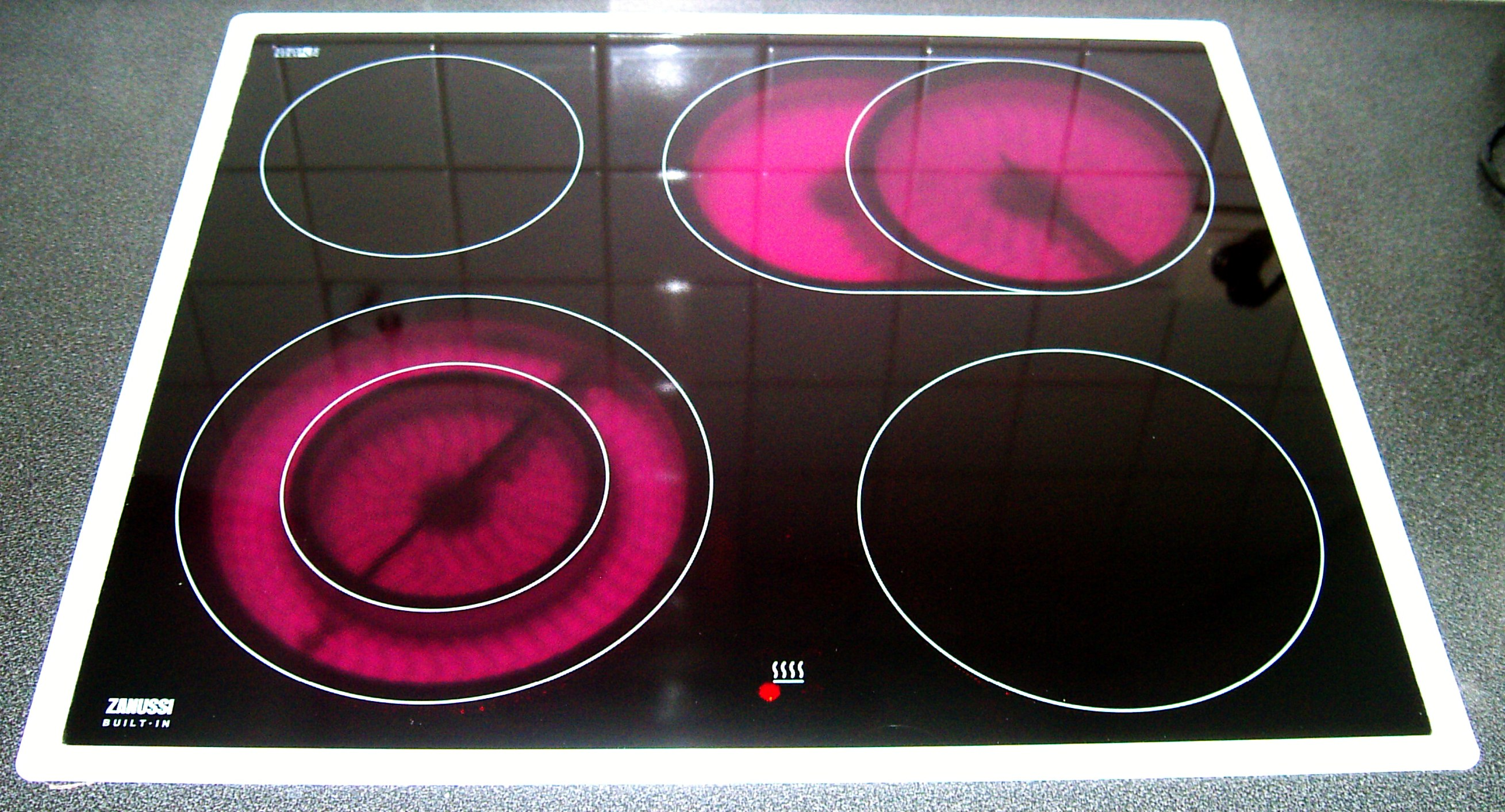
Cuina vitroceràmica

Una cuina vitroceràmica és un sistema de cocció en què hi ha un vidre especial entre la font de calor i el recipient que es vol escalfar. Les primeres cuines elèctriques utilitzaven resistències que transmetien la calor als cremadors de ferro. Als anys 1970 van aparèixer les cuines vitroceràmiques, uns fogons que triguen a agafar temperatura però proporcionen una radiació infraroja altament eficient.
L'arribada de la vitroceràmica suposà tota una renovació en la cuina, ja que és més còmoda de netejar i disposa d'indicadors de calor que adverteixen que les plaques encara romanen calentes, el que permet un estalvi d'energia. Les vitroceràmiques constitueixen un sistema de cocció eficaç i precís, i es presenten en els següents formats:

## Vitroceràmica elèctrica
Tenen una resistència elèctrica sota el vidre. La calor es regula de forma automàtica, controlant automàticament la temperatura mitjançant un termòstat dependent del corrent. Cal recordar que el corrent a través d'una resistència varia en funció de la seva temperatura.

## Vitroceràmica degas
Disposen d'uns cremadors en forma de cel·la de panell d'abella instal·lats sota el vidre. El gas combustible s'encén de forma automàtica, per mitjà d'unes vàlvules que permeten o tallen el pas del gas.

## Vitroceràmica d'inducció
Són les més utilitzades en l'actualitat i les vitroceràmiques per antonomàsia: són les més modernes, ja que no utilitzen cap mena de resistència com a font de calor. Aconsegueixen cuinar els aliments gràcies a la transmissió d'energia a través d'un camp magnètic. La calor es produeix pel moviment dels electrons, per tant, només es poden fer servir recipients de metall (fabricats de material ferromagnètic, amb fons pla, llis i gruixut). El vidre roman fred i és més fàcil de netejar.

## Vitroceràmica halògena
Generen la calor mitjançant focus halògens. S'escalfen gairebé instantàniament gràcies al fet que consumeixen força energia, per aquesta raó només s'acostumen a vendre en combinació amb altres tipus.

## Consum i eficiència energètica
Les plaques vitroceràmiques per ordre decreixent d'eficiència són les de gas, les elèctriques d'inducció electromagnètica, les elèctriques de resistència, les halògenes.
Les potències elèctriques de les plaques vitroceràmiques són la suma de les potències parcials de cada cercle de transmissió de calor. Les plaques d'inducció solen tenir de 6800 a 7000 W; les plaques de resistències solen tenir entre 6300 i 6600 Watts de potència.
El consum energètic teòric és el producte de la potència de l'electrodomèstic pel temps de funcionament.
Una cuina de gas consumeix aproximadament la meitat que una elèctrica. El consum d'un "foguer" de vitroceràmica és d'uns 825 Wh, en el cas dels dispositius de gas ronda els 400-450 Wh.